# NGC 1450-2
NGC 1450-2 is een compact sterrenstelsel in het sterrenbeeld Eridanus. Het hemelobject werd op 22 oktober 1886 ontdekt door de Amerikaanse astronoom Lewis A. Swift.